# 中山口車站
中山口車站（日语：／ Nakayamaguchi eki */?）是一由西日本旅客鐵道（JR西日本）所經營的鐵路車站，位於日本鳥取縣西伯郡大山町，是JR西日本山陰本線沿線一個無人小站。屬於中國統括本部所管轄的範圍，僅有普通列車會在本站停靠。

## 車站結構
米子方向左側的側式月台1面1線的地面車站（停留所）。

## 相鄰車站
西日本旅客鐵道
 山陰本線
赤碕－中山口－下市